# Lex Lugner
Lex Lugner ist ein österreichischer DJ sowie Video- und Musik-Produzent aus Taxham, Salzburg. Er ist Teil des Berliner Label- und Künstlerkollektivs Live From Earth sowie der Supergroup Silk Mob.

## Leben
Lex Lugner stammt aus dem im Nordwesten Salzburgs gelegenen Stadtteil Taxham. Im Rahmen des Hanuschplatzflow-Kollektivs produzierte er für Crack Ignaz oder Young Krillin, seit seinem Umzug nach Wien auch für den Wiener Rapper Yung Hurn. Gemeinsam mit diesem nahm er 2015 die EP „Wiener Linien“ auf und lernte beim Videodreh zur Single Nein die Gründer des Berliner Künstlerkollektivs Life From Earth kennen. Diesem schlossen sich Yung Hurn und er darauffolgend an.
2016 produzierte er, sowohl Teile des Albums Aurora von LGoony und Crack Ignaz, als auch Teile der „Genesis“-EP des deutschen Rappers RIN. Des Weiteren produzierte er auch die von Yung Hurn gemeinsam mit RIN veröffentlichte eigenständige Single „Bianco“, die in den Juice-Jahrescharts zur Single des Jahres gewählt wurde. Auch für die deutsche Rapperin Haiyti produziert er zunehmend, unter anderem Teile ihres Mixtapes Nightliner.
Lex Lugner tritt sowohl als Live-DJ für Yung Hurn, als auch als Solo-DJ in Clubs und auf Festivals auf.

## Stil und Einflüsse
Laut eigenen Aussagen in einem Interview mit dem österreichischen Musikmagazin The Gap kam er im Alter von elf Jahren durch Eminems Lied The Real Slim Shady zum ersten Mal mit Hip-Hop-Musik in Berührung. Mit 14 Jahren entwickelte er eine große Begeisterung für den US-amerikanischen Eastcoast-Rap, ehe er im Alter von 16 Jahren durch seinen späteren Wiener Mitbewohner Ernst Palicek Trap-Musik kennenlernte. Auch Einflüsse von House und Techno-Musik sind in seinen Werken zu finden.
Lex Lugner produziert sowohl für andere Künstler Musik und Tracks, die dem ursprünglich Ende der 2000er Jahre in den USA entstandenen Cloud Rap zuzuordnen sind, als auch eigene House- und Techno-Mixtapes, mit denen er auf Festivals und in Clubs auftritt.
Sein Name ist inspiriert von Lex Luger.

## Diskografie (Auswahl)
Alben/Mixtapes/EPs
- 2015: Yung Hurn & Lex Lugner – Wiener Linien (EP)
- 2016: Yung Hurn – Krocha Tape (Mixtape)
- 2016: LGonny & Crack Ignaz – Aurora (Album)
- 2016: RIN – Genesis (EP)
- 2016: Haiyti – Nightliner (Mixtape)
- 2020: Silk Mob – Silk Mob (Album)

Singles
- 2012: Crack Ignaz – Elvis
- 2012: Pif Paf & Crack Ignaz – Hologrammswag
- 2013: Crack Ignaz – Herc
- 2015: Crack Ignaz – Gwalla
- 2015: Yung Hurn & Lex Lugner – Blablablabla
- 2015: Yung Hurn & Lex Lugner – OFFIZIELLE EM HYMNE 2016
- 2015: Yung Hurn & Lex Lugner – Ferrari
- 2016: RIN – Error
- 2016: RIN – Dontlike
- 2016: Yung Hurn – Glitzer
- 2016: Yung Hurn – Molly pt.3
- 2016: Yung Hurn – Online
- 2016: Yung Hurn & RIN – Bianco
- 2016: Yung Hurn – Skrrt Skrrt
- 2017: Rin – Blackout
- 2017: Kreiml & Samurai – Ocean Drive
- 2017: Juicy Gay – Paris
- 2017: Nimo feat. Ufo361 & Yung Hurn – Wie Falco